# Ordine esecutivo 14176
L'Ordine esecutivo 14176, il cui titolo completo è Ordine esecutivo del Presidente degli Stati Uniti d'America sulla declassificazione dei documenti riguardanti gli assassinii del presidente John F. Kennedy, del senatore Robert F. Kennedy e del reverendo Dr. Martin Luther King, Jr., è un ordine esecutivo firmato da Donald Trump il 23 gennaio 2025 allo scopo di declassificare i documenti riguardanti gli assassinii di John F. Kennedy, Robert F. Kennedy e Martin Luther King.

## Contesto
I documenti segretati sono inerenti agli assassinii di tre figure della storia statunitense:
- Il Presidente John F. Kennedy, il quale fu assassinato il 22 novembre 1963;
- Il fratello minore del presidente Robert F. Kennedy, il quale fu assassinato dopo essere stato colpito il 5 giugno 1968 e morì il giorno dopo;
- Il leader dei diritti civili Martin Luther King Jr., il quale fu assassinato il 4 aprile 1968.

## Precedenti declassificazioni
Una legge firmata durante la presidenza di George H. W. Bush ha ordinato la declassificazione di tutti i documenti relativi all'assassinio del presidente Kennedy nell'ottobre 2017. Quando arrivò questo momento durante la prima presidenza di Donald Trump, diversi documenti furono declassificati; tuttavia, altri rimasero classificati. Nel 2021 il presidente Joe Biden ha firmato un memorandum presidenziale che ha creato scadenze per ulteriori declassificazioni di documenti sull'assassinio, il che ha portato alla pubblicazione di oltre 13.000 documenti.
Mentre Trump ha dichiarato durante la sua prima presidenza che intendeva declassificare i restanti documenti classificati, in seguito si è astenuto dal farlo a causa di appelli relativi a motivi di sicurezza nazionale da parte della CIA e dell'FBI. Successivamente, ha promesso di nuovo durante la sua campagna presidenziale del 2024 di declassificare i restanti documenti.

## Firma
Trump ha detto al suo assistente che la penna che ha usato per firmare l'ordine esecutivo sarà data a Robert F. Kennedy Jr., figlio di RFK e nipote di JFK, come gesto simbolico. Trump ha affermato che "[questo ordine esecutivo] è una cosa importante" e "tutto sarà rivelato".

## Conseguenze
Il 17 marzo 2025 Trump ha annunciato che il giorno dopo, martedì 18 marzo, verranno resi pubblici 80.000 documenti legati all’assassinio del presidente Kennedy.
Il 21 luglio 2025, Tulsi Gabbard ha pubblicato oltre 230.000 pagine di documenti relativi all'assassinio di Martin Luther King, Jr..